# Cixius kivuensis
Cixius kivuensis är en insektsart som beskrevs av Van Stalle 1988. Cixius kivuensis ingår i släktet Cixius och familjen kilstritar. Inga underarter finns listade i Catalogue of Life.